# 3 Dywizja Piechoty (USA)
3 Dywizja Piechoty (ang. 3rd Infantry Division) − jedna z dywizji Armii Stanów Zjednoczonych.
Pomimo nazwy, która jest pozostałością historyczną, jest jedną z sześciu tzw. dywizji ciężkich (pancerno-zmechanizowanych), składających się z piechoty zmechanizowanej, artylerii, broni pancernej i dużej liczby helikopterów.
Stacjonuje w Fort Stewart w stanie Georgia.

## Skład dywizji
- 1 Brygada (Raiders)
- 2 Brygada (Spartans)
- 3 Brygada (Sledgehammer Brigade)
- 4 Brygada (Vanguard, sformowana w 2004)

## Linki zewnętrzne

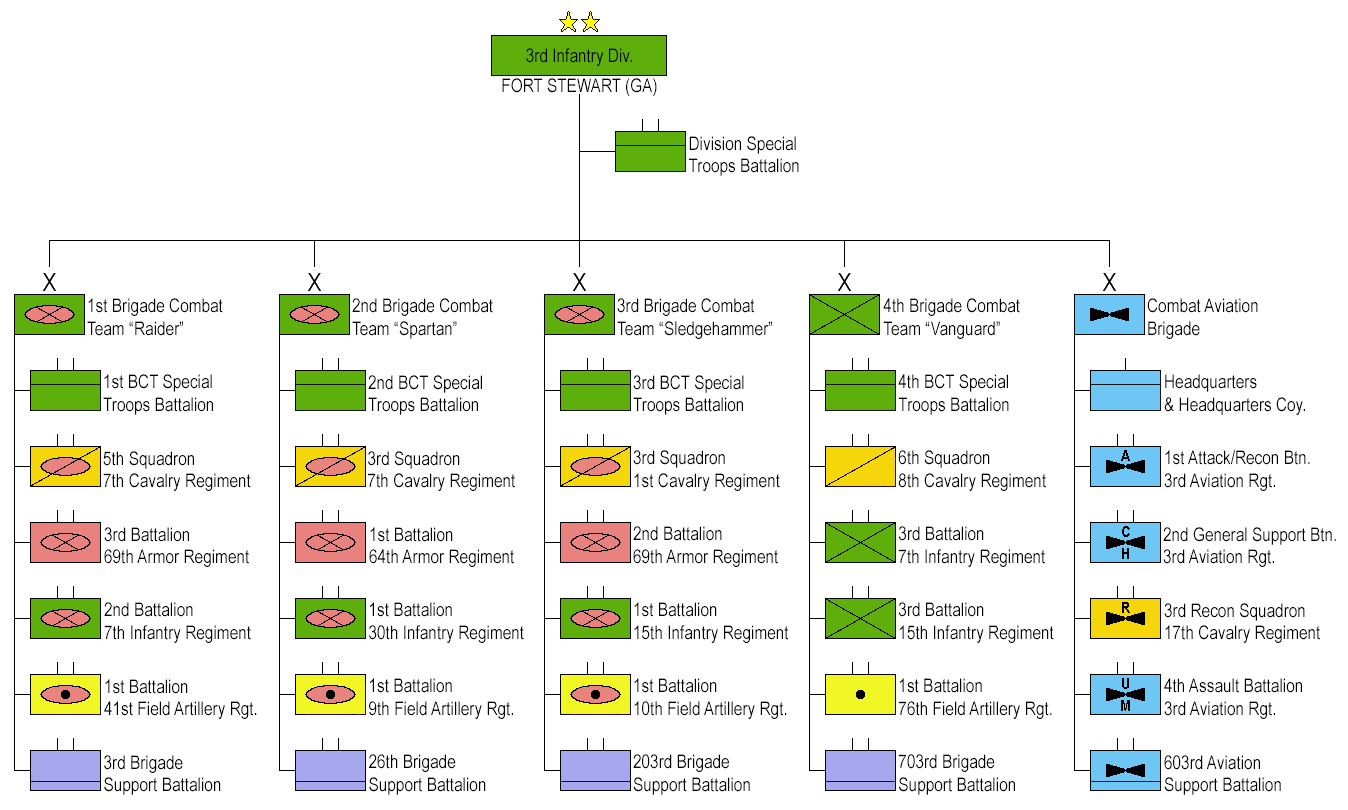
Schemat organizacyjny

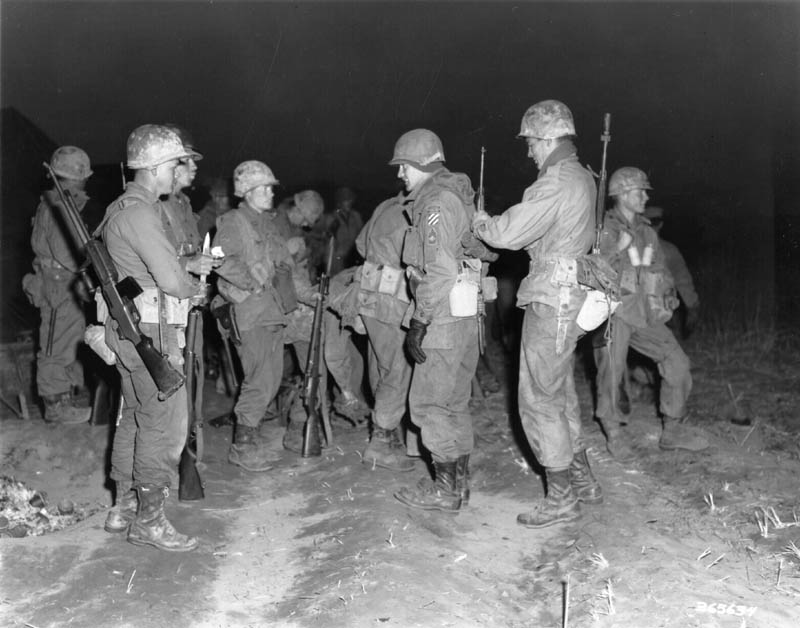
Żołnierze dywizji podczas patrolu nad rzeką Imjin w Korei, 17 kwietnia 1951 r.